# Ctenusa angulata
Ctenusa angulata là một loài bướm đêm trong họ Noctuidae.